# 드라마큐브
드라마큐브(Dramacube)는 대한민국의 채널 사용 사업자 티캐스트가 운영하고 있는 텔레비전 드라마 전문 채널이다. 드라마 이외의 장르는 전혀 편성하지 않는 "100% 드라마 채널"로 타 채널과 차별화를 꾀하고 있다. 케이블 TV와 IPTV를 통해 시청할 수 있다.

## 연혁
- 2011년 8월 : 개국.
- 2013년 11월 7일 : SK Btv 송출시작 (채널번호 79번)
- 2013년 12월 3일 : 올레 TV 송출시작 (채널번호 74번)
- 2014년 10월 6일 : 스카이라이프 송출시작 (채널번호 108번)
- 2016년 4월 6일 : 스카이라이프에서 채널 번호가 108번에서 118번으로 변경.
- 2016년 11월 8일 : B tv에서 채널 번호가 79번에서 36번으로 변경.
- 2017년 3월 27일 : 스카이라이프에서 채널 번호가 118번에서 49번으로 변경.
- 2017년 4월 20일 : 올레 TV에서 채널 번호가 74번에서 46번으로 변경.
- 2018년 1월 29일 : U+ TV 송출시작 (채널번호 191번)
- 2018년 12월 20일 : U+ TV에서 채널 번호가 191번에서 71번으로 변경.
- 2023년 8월 : 한글자막 서비스 시작.
- 2024년 8월 27일 : B tv에서 채널 번호가 36번에서 49번으로 변경.
- 2025년 7월 30일 : B tv에서 채널 번호가 49번에서 36번으로 변경.